# Іконоскоп

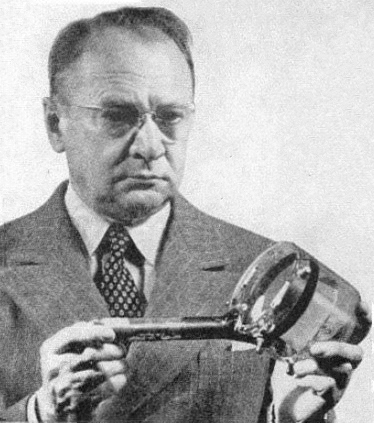
Зворикін тримає тубус іконоскопа, журнальна стаття 1950 року

Іконоскоп (від грецького: εἰκών "зображення" і "σκοπεῖν", щоб подивитися, щоб побачити ") була першою розповсюдженою телекамерною трубкою для перетворення зображення в електричний сигнал, яка використовувалась в ранніх телевізійних камерах. Іконоскоп видавав сильніший сигнал, ніж попередні механічні конструкції, і мав змогу використовуватися в будь-яких добре освітлених умовах. Це була перша повністю електронна система, яка замінила раніші камери, в яких використовувались спеціальні прожектори або обертальні диски для зйомки світла з одного дуже яскраво освітленого місця.
Автор пристрою та володар патенту на нього — піонер телебачення Володимир Зворикін, американський інженер російського походження. Відомий значною мірою через те, що запатентував 20 грудня 1938 року два революційних пристрої — кінескоп та іконоскоп.
Деякі принципи цього апарату були описані, коли Володимир Зворикін подав два патенти на телевізійну систему у 1923 і 1925 роках. Дослідницька група на RCA під керівництвом Зворикіна презентувала іконоскоп широкій публіці на прес-конференції в червні 1933 р., а два докладні технічні документи були опубліковані у вересні та жовтні того ж року.  Німецька компанія Telefunken купила права від RCA і побудувала суперіконоскоп-камеру, що використовувалася для передачі історичного телебачення на Олімпійських іграх 1936 року в Берліні.

Іконоскоп був заміщений у Європі приблизно в 1936 році набагато більш чутливими Супер-Емітроном та Суперіконоскопом, а в США іконоскоп був провідною камерною трубкою, використовуваною для трансляції з 1936 до 1946 року, коли він був замінений ортиконовою трубкою.

## Принцип роботи

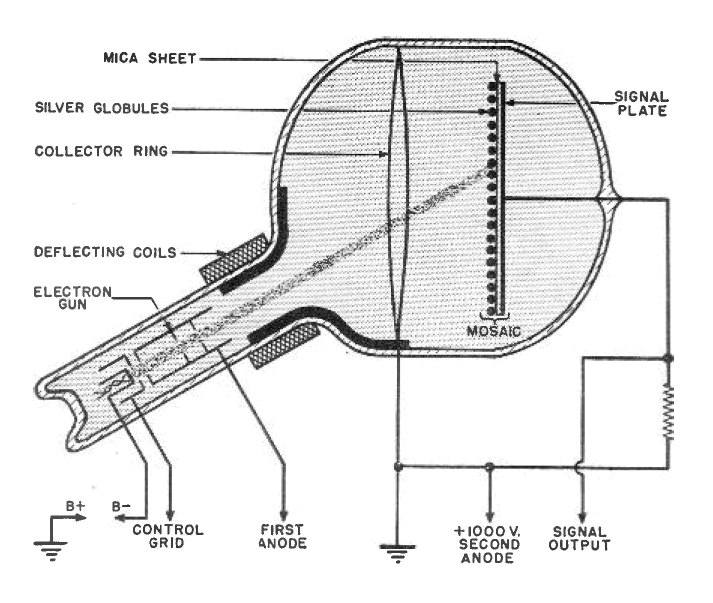
Схема будови іконоскопа

Іконоскоп має скляну колбу з горловиною, у
якій знаходиться електронний прожектор. Основним елементом іконоскопа є фотомозаїка, що являє собою слюдяну пластинку, на лицьову
поверхню якої напилені дрібні крапельки (зерна) срібла, ізольовані одна
від одної. Тильна сторона слюдяної пластини покрита суцільним шаром
срібла. Цей шар називається сигнальною пластиною.
Перед фотомозаїкою встановлене металеве кільце, що відіграє
роль колектора фотоелектронів і вторинних електронів. Стосовно колектора кожне зерно фотомозаїки являє собою мікроскопічний фотокатод,
а стосовно сигнальної пластини – обкладку мікроскопічного конденсатора.
На горловину надіваються відхиляючі котушки (рядкові і кадрові).
Опір навантаження вмикається в ланцюг сигнальної пластини. Оптичне зображення переданого об'єкта проектується на поверхню фотомозаїки
через стінку колби. На горловину надіваються відхиляючі котушки (рядкові і кадрові). Опір навантаження вмикається в ланцюг сигнальної
пластини. Оптичне зображення переданого об'єкта проектується на поверхню фотомозаїки через стінку колби. 